# Glareola cinerea
La pernice di mare cenerina (Glareola cinerea, Fraser 1843) è un uccello della famiglia Glareolidae.

## Sistematica
Glareola cinerea ha due sottospecie:
- G. cinerea cinerea
- G. cinerea colorata

## Distribuzione e habitat
Questa pernice di mare vive in Africa occidentale, dal Mali a nord e la Guinea a est, fino all'Angola a sud.